# Двадесет седма изложба УЛУС-а (1959)
Двадесет седма изложба УЛУС-а (1959) је трајала од 7. до 31. маја 1959. године. Одржана је у галеријском простору Удружења ликовних уметника Србије односно у Уметничком павиљону "Цвијета Зузорић", у Београду.

## Излагачи

### Сликарство
Радови изложени од 7. до 18. маја:
1. Милан Маринковић
2. Војислав Марковић
3. Мома Марковић
4. Радослав Миленковић
5. Душан Миловановић
6. Милан Миљковић
7. Бранко Миљуш
8. Драгутин Митриновић
9. Милун Митровић
10. Предраг Михаиловић
11. Душан Мишковић
12. Марклен Мосијенко
13. Миодраг Нагорни
14. Живорад Настасијевић
15. Олга Николић
16. Рајко Николић
17. Миливоје Олујић
18. Бранко Омчикус
19. Анкица Опрешник
20. Нада Павловић
21. Споменка Павловић
22. Чедомир Павловић
23. Татјана Пајевић
24. Стојан Пачов
25. Слободан Пејовић
26. Јефто Перић
27. Павле Петрик
28. Тонка Петрић
29. Михаило Петров
30. Бошко Петровић
31. Јелисавета Ч. Петровић
32. Милорад Пешић
33. Татјана Поздњаков
34. Гордана Поповић
35. Милан Поповић
36. Мирко Почуча
37. Божидар Продановић
38. Бата Протић
39. Божидар Раднић
40. Благота Радовић
41. Влада Радовић
42. Иван Радовић
43. Радмила Радојевић
44. Милутин Ж. Радојичић
45. Ђуро Радоњић
46. Милан Радоњић
47. Миодраг Рогић
48. Ратимир Руварац
49. Светозар Самуровић
50. Федор Соретић
51. Десанка Станић
52. Бранко Станковић
53. Боривоје Стевановић
54. Милица Стевановић
55. Едуард Степанчић
56. Владимир Стојановић
57. Живко Стојсављевић
58. Иван Табаковић
59. Војо Татар
60. Невена Теокаровић
61. Борислав Топузовић
62. Дмитар Тривић
63. Стојан Трумић
64. Милорад Ћирић
65. Јелена Ћирковић
66. Сабаџадин Хоџић
67. Антон Хутер
68. Иван Цветко
69. Љубомир Цветковић
70. Љубомир Цинцар-Јанковић
71. Милан Цмелић
72. Алекса Челебоновић
73. Милан Четић
74. Катица Чешљар
75. Вера Чохаџић
76. Димитар Чудов
77. Мила Џокић
78. Томислав Шебековић
79. Александар Шиберт
80. Мирјана Шипош
81. Милена Шотра

Радови изложени од 20. до 31. маја:
1. Мирољуб Алексић
2. Крста Андрејевић
3. Даница Антић
4. Радомир Антић
5. Петар Аранђеловић
6. Јосип Ач
7. Милош Бајић
8. Аделина Бакотић-Влајнић
9. Милорад Балаћ
10. Боса Беложански
11. Михаил Беренђија
12. Петар Бибић
13. Јован Бијелић
14. Олга Богдановић-Милуновић
15. Славољуб Богојевић
16. Слободан Богојевић
17. Милан Божовић
18. Коста Брадић
19. Војтех Братуша
20. Тивадар Вањек
21. Милена Велимировић
22. Владимир Величковић
23. Бранислав Вељковић
24. Милета Виторовић
25. Живојин Влајнић
26. Лазар Вујаклија
27. Миодраг Вујачић
28. Мића Вујовић
29. Бошко Вукашиновић
30. Оливера Вукашиновић
31. Драга Вуковић
32. Живан Вулић
33. Слободан Гавриловић
34. Слободан-Бодо Гарић
35. Милош Гвозденовић
36. Милош Голубовић
37. Никола Граовац
38. Александар Грбић
39. Оливера Грбић
40. Винко Грдан
41. Мирко Даљев
42. Мило Димитријевић
43. Славе Дуковски
44. Амалија Ђаконовић
45. Заре Ђорђевић
46. Маша Живкова
47. Матија Зламалик
48. Ксенија Илијевић
49. Ђорђе Илић
50. Иван Јакобчић
51. Мирјана Јанковић
52. Александар Јеремић
53. Гордана Јовановић
54. Ђорђе Јовановић
55. Милош Јовановић
56. Вера Јосифовић
57. Богомил Карлаварис
58. Милан Керац
59. Радивоје Кнежевић
60. Јарослав Кратина
61. Лиза Крижанић-Марић
62. Чедомир Крстић
63. Јован Кукић
64. Александар Кумрић
65. Гордана Лазић
66. Антон Лукатели
67. Светолик Лукић

### Вајарство
Радови изложени од 7. до 18. маја:
1. Мира Марковић-Сандић
2. Периша Милић
3. Момчило Миловановић
4. Небојша Митрић
5. Живорад Михаиловић
6. Трифун Мркшић
7. Душан Николић
8. Мирослав Николић
9. Божидар Обрадовић
10. Радивоје Павловић
11. Димитрије Парамендић
12. Славка Петровић-Средовић
13. Павле Радовановић
14. Рајко Радовић
15. Радета Станковић
16. Тања Стефановић-Зарин
17. Војин Стојић
18. Радивоје Суботички
19. Станислав Тасић
20. Синиша Тодоровић
21. Јосиф Хрдличка
22. Александар Шакић
23. Јелисавета Шобер-Поповић

Радови изложени од 20. до 31. маја:
1. Градимир Алексић
2. Габор Алмаши
3. Борис Анастасијевић
4. Иванка Ацин
5. Оскар Бербеља
6. Милан Бесарабић
7. Крунослав Буљевић
8. Вука Велимировић
9. Војислав Вујисић
10. Матија Вуковић
11. Душан Гаковић
12. Радмила Граовац
13. Стеван Дукић
14. Оља Ивањицки
15. Војислав Јакић
16. Олга Јеврић
17. Јелена Јовановић
18. Мира Јуришић
19. Антон Краљић
20. Мирјана Кулунџић-Летица
21. Стојан Лазић
22. Ото Лого
23. Милан Лукић